# Тийон, Шарль
Шарль Тийо́н (фр. Charles Tillon; 3 июля 1897, Ренн, Иль и Вилен — 13 января 1993, Марсель) — французский политический и военный деятель, активный участник коммунистического и антифашистского движения.

## Биография
Отец – торговец недвижимостью, мать – владелец кафе. 
В 1916 году был мобилизован во Французский военно-морской флот. Тийон был одним из организаторов мятежа на Чёрном море в апреле 1919 года. За это он был приговорен к трудовым лагерям в Марокко в течение пяти лет. В 1921 году он был помилован и выпущен на свободу. После выхода он вступил во Французскую коммунистическую партию и в профсоюзное объединение CGT (Всеобщая конфедерация труда). В 1932 году Тийон вошёл в Центральный комитет партии.
После ликвидации Французской коммунистической партии в сентябре 1939 года Тийон организовал секцию франтирёров Французского Сопротивления и возглавил его национальный военный комитет.
10 сентября 1944 года был назначен военно-воздушным министром в первом кабинете де Голля, затем занимал должность министра вооружений в трёх последующих правительствах до 16 декабря 1946 года. В правительстве Поля Рамадье был министром реконструкции и городского планирования, но, как и остальные министры от ФКП, был отстранён в мае 1947 года.
Как коммунистический депутат от региона Сена был избран в парламент в 1945 году и переизбран в 1951 году. Он входил в состав двух конституционных собраний в 1945—1946 годах, а впоследствии был членом Национального собрания Франции (с 1955 года).
В 1952 году, вместе с Андре Марти, Тийон был исключён из Французской коммунистической партии по делу Марти-Тийон с формулировкой «за неправильное понимание принципов и политической линии партии». В 1957 он был восстановлен «как доказавший верность делу партии» и снова исключён в 1970 году после резких возражений против вторжения в Чехословакию Советского Союза и критики сталинистского функционирования Французской коммунистической партии.